# اروه دوکلو-لاسال
اروه دوکلو-لاسال (فرانسوی: Hervé Duclos-Lassalle‎؛ زادهٔ ۲۴ دسامبر ۱۹۷۹) دوچرخه‌سوار اهل فرانسه است.
از باشگاه‌هایی که در آن رکاب زده‌است می‌توان به تیم دوچرخه‌سواری کوفیدیس اشاره کرد.